# Aonobuaka Village
Aonobuaka Village är en ort i Kiribati.   Den ligger i örådet Abaiang och ögruppen Gilbertöarna, i den norra delen av landet, 60 km norr om huvudstaden Tarawa. Aonobuaka Village ligger 11 meter över havet och antalet invånare är 372.
Terrängen runt Aonobuaka Village är mycket platt.  Närmaste större samhälle är Tuarabu Village, 10,8 km sydost om Aonobuaka Village. 